# 강대규
강대규(1974년 9월 26일 ~ )는 대한민국의 영화 감독이다. 《해운대》에 조감독으로 참여했고 2010년 여자교도소 죄수들을 다룬 영화 《하모니》로 연출자로 데뷔했다. 2020년에는 두 번째 작품인 《담보》가 개봉했다.
부산 출신으로 호남대학교 다매체영상학과를 졸업했다. 이명세 감독의 2005년작 《형사 Duelist》에서 조연출로 참여했고, 이감독을 통해 윤제균 감독과 인연을 맺은 뒤 윤감독의 연출작 《해운대》에서 조감독으로 참여했다. 2010년 연출 데뷔작 《하모니》로 춘사영화제 신인감독상을 수상했다.

## 영화
- 봉자바라(2001) …주연
- 그 놈은 멋있었다(2004) …조연출, 단역
- 형사 Duelist(2005) …연출부
- 첫사랑(2008) …조연출
- 해운대(2009) …조감독, 단역
- 하모니(2010) …감독, 각색 (연출 데뷔작)
- 카페 느와르(2009) …조감독
- 히말라야(2015) …각색
- 공조(2016) …각색
- 담보(2020) …감독, 각색

## 드라마
- 2025년 KBS2 금요 미니시리즈 《트웰브》 ... 연출

## 수상
- 2010년 18회 춘사영화제 신인감독상 수상